# Maruina ursula
Maruina ursula är en tvåvingeart som först beskrevs av Cornelius Herman Muller 1895.  Maruina ursula ingår i släktet Maruina och familjen fjärilsmyggor. Inga underarter finns listade i Catalogue of Life.